# Großer Preis von Großbritannien 1970
Der Große Preis von Großbritannien 1970 (offiziell XXIII RAC British Grand Prix) fand am 18. Juli auf dem Brands Hatch Circuit in Fawkham statt und war das siebte Rennen der Automobil-Weltmeisterschaft 1970.

## Berichte

### Hintergrund
Insgesamt 25 Rennwagen wurden für den Grand Prix gemeldet, darunter erstmals der Surtees TS7. Teamchef und Fahrer John Surtees startete somit zum ersten Mal in einem eigenen Wagen zu einem Weltmeisterschaftslauf, nachdem er seine bisherigen Rennteilnahmen in der Saison 1970 jeweils in einem für sein Privatteam eingesetzten McLaren M7 bestritten hatte.
Lotus meldete einen dritten Werkswagen. Neben Jochen Rindt und John Miles in ihren Lotus 72 konnte auf diese Weise Emerson Fittipaldi in einem Lotus 49C teilnehmen. Nach einer Pause beim vorherigen Rennen trat auch das Privatteam von Frank Williams zunächst wieder an, mit Brian Redman als Fahrer. Mario Andretti, der vier Rennen pausiert hatte, war ebenfalls wieder anwesend.
Für Fittipaldi war es die erste Grand-Prix-Teilnahme, für Dan Gurney die letzte.

### Training
Rolf Stommelen verunglückte im Training und beschädigte dabei seinen Wagen, so dass er nicht am Rennen teilnehmen konnte. Er selbst blieb unverletzt. Redmans Nennung wurde aufgrund eines technischen Problems nach dem Training zurückgezogen.
Die beiden zeitgleich Trainingsschnellsten Rindt und Jack Brabham teilten sich mit dem drei Zehntelsekunden langsameren Jacky Ickx die erste Startreihe. Die fünf schnellsten Rundenzeiten wurden mit fünf unterschiedlichen Fahrzeugen erzielt.

### Rennen
Unmittelbar nach dem Start übernahm Ickx die Führung. In dieser Position liegend schied er allerdings bereits nach sechs Runden aufgrund eines Getriebeschadens aus. Etwa zur gleichen Zeit überholte Rindt Brabham und war somit der neue Führende. Er konnte sich jedoch nicht wesentlich von dem Australier absetzen. Zwischenzeitlich ging dieser sogar in Führung.
In Runde 69 machte Rindt einen Schaltfehler und es sah aus, als wäre dadurch das Rennen zugunsten Brabhams entschieden. Doch in der letzten Runde ging diesem wenige hundert Meter vor der Ziellinie das Benzin aus. Rindt gelang es, den Rückstand aufzuholen und den nur noch rollenden Brabham kurz vor der Linie abzufangen. Weitere Fahrer lagen zu weit zurück, um ebenfalls noch an Brabham vorbeizuziehen, der 32,9 Sekunden nach Rindt die Ziellinie erreichte.
Vorerst kam es noch zu einer Aberkennung des Sieges von Rindt, da die Stabilisatoren am Lotus nicht vorschriftsgemäß angebracht gewesen seien, womit Brabham zum Sieger erklärt wurde. Jackie Oliver war die meiste Zeit des Rennens als Dritter auf Podestkurs gefahren, bis sein Motor in Runde 55 versagte. Dadurch wurde Denis Hulme ein Podestplatz ermöglicht.

## Meldeliste
| Team                        | Nr. | Fahrer               | Chassis       | Motor                    | Reifen |
| --------------------------- | --- | -------------------- | ------------- | ------------------------ | ------ |
| Tyrrell Racing Organisation | 01  | Jackie Stewart       | March 701     | Ford Cosworth DFV 3.0 V8 | D      |
| Tyrrell Racing Organisation | 02  | François Cevert      | March 701     | Ford Cosworth DFV 3.0 V8 | D      |
| Scuderia Ferrari SpA SEFAC  | 03  | Jacky Ickx           | Ferrari 312B  | Ferrari 001 3.0 F12      | F      |
| Scuderia Ferrari SpA SEFAC  | 04  | Clay Regazzoni       | Ferrari 312B  | Ferrari 001 3.0 F12      | F      |
| Gold Leaf Team Lotus        | 05  | Jochen Rindt         | Lotus 72C     | Ford Cosworth DFV 3.0 V8 | F      |
| Gold Leaf Team Lotus        | 06  | John Miles           | Lotus 72B     | Ford Cosworth DFV 3.0 V8 | F      |
| Gold Leaf Team Lotus        | 28  | Emerson Fittipaldi   | Lotus 49C     | Ford Cosworth DFV 3.0 V8 | F      |
| Equipe Matra Elf            | 07  | Jean-Pierre Beltoise | Matra MS120   | Matra MS12 3.0 V12       | G      |
| Equipe Matra Elf            | 08  | Henri Pescarolo      | Matra MS120   | Matra MS12 3.0 V12       | G      |
| Bruce McLaren Motor Racing  | 09  | Denis Hulme          | McLaren M14D  | Ford Cosworth DFV 3.0 V8 | G      |
| Bruce McLaren Motor Racing  | 10  | Dan Gurney           | McLaren M14A  | Ford Cosworth DFV 3.0 V8 | G      |
| Bruce McLaren Motor Racing  | 11  | Andrea de Adamich    | McLaren M7D   | Alfa Romeo T33 3.0 V8    | G      |
| Rob Walker Racing Team      | 14  | Graham Hill          | Lotus 49C     | Ford Cosworth DFV 3.0 V8 | F      |
| March Engineering           | 15  | Joseph Siffert       | March 701     | Ford Cosworth DFV 3.0 V8 | F      |
| March Engineering           | 16  | Chris Amon           | March 701     | Ford Cosworth DFV 3.0 V8 | F      |
| Motor Racing Developments   | 17  | Jack Brabham         | Brabham BT33  | Ford Cosworth DFV 3.0 V8 | G      |
| Auto Motor und Sport        | 18  | Rolf Stommelen       | Brabham BT33  | Ford Cosworth DFV 3.0 V8 | G      |
| Team Surtees                | 20  | John Surtees         | Surtees TS7   | Ford Cosworth DFV 3.0 V8 | F      |
| Yardley Team B.R.M.         | 22  | Pedro Rodríguez      | BRM P153      | BRM P142 3.0 V12         | D      |
| Yardley Team B.R.M.         | 23  | Jackie Oliver        | BRM P153      | BRM P142 3.0 V12         | D      |
| Yardley Team B.R.M.         | 24  | George Eaton         | BRM P153      | BRM P142 3.0 V12         | D      |
| Frank Williams Racing Cars  | 25  | Brian Redman         | De Tomaso 505 | Ford Cosworth DFV 3.0 V8 | D      |
| STP Corporation             | 26  | Mario Andretti       | March 701     | Ford Cosworth DFV 3.0 V8 | F      |
| Colin Crabbe Racing         | 27  | Ronnie Peterson      | March 701     | Ford Cosworth DFV 3.0 V8 | G      |
| Pete Lovely Volkswagen Inc. | 29  | Pete Lovely          | Lotus 49B     | Ford Cosworth DFV 3.0 V8 | F      |

## Klassifikationen

### Startaufstellung
| Pos. | Fahrer               | Konstrukteur       | Zeit   | Ø-Geschwindigkeit | Start |
| ---- | -------------------- | ------------------ | ------ | ----------------- | ----- |
| 01   | Jochen Rindt         | Lotus-Ford         | 1:24,8 | 181,061 km/h      | 01    |
| 02   | Jack Brabham         | Brabham-Ford       | 1:24,8 | 181,061 km/h      | 02    |
| 03   | Jacky Ickx           | Ferrari            | 1:25,1 | 180,423 km/h      | 03    |
| 04   | Jackie Oliver        | B.R.M.             | 1:25,6 | 179,369 km/h      | 04    |
| 05   | Denis Hulme          | McLaren-Ford       | 1:25,6 | 179,369 km/h      | 05    |
| 06   | Clay Regazzoni       | Ferrari            | 1:25,8 | 178,951 km/h      | 06    |
| 07   | John Miles           | Lotus-Ford         | 1:25,9 | 178,743 km/h      | 07    |
| 08   | Jackie Stewart       | March-Ford         | 1:26,0 | 178,535 km/h      | 08    |
| 09   | Mario Andretti       | March-Ford         | 1:26,2 | 178,121 km/h      | 09    |
| 10   | Rolf Stommelen       | Brabham-Ford       | 1:26,3 | 177,914 km/h      | DNS   |
| 11   | Jean-Pierre Beltoise | Matra              | 1:26,5 | 177,503 km/h      | 10    |
| 12   | Dan Gurney           | McLaren-Ford       | 1:26,6 | 177,298 km/h      | 11    |
| 13   | Henri Pescarolo      | Matra              | 1:26,7 | 177,093 km/h      | 12    |
| 14   | Ronnie Peterson      | March-Ford         | 1:26,8 | 176,889 km/h      | 13    |
| 15   | François Cevert      | March-Ford         | 1:26,8 | 176,889 km/h      | 14    |
| 16   | Pedro Rodríguez      | B.R.M.             | 1:26,9 | 176,686 km/h      | 15    |
| 17   | George Eaton         | B.R.M.             | 1:26,9 | 176,686 km/h      | 16    |
| 18   | Chris Amon           | March-Ford         | 1:27,0 | 176,483 km/h      | 17    |
| 19   | Andrea de Adamich    | McLaren-Alfa Romeo | 1:27,1 | 176,280 km/h      | 18    |
| 20   | John Surtees         | Surtees-Ford       | 1:27,7 | 175,074 km/h      | 19    |
| 21   | Joseph Siffert       | March-Ford         | 1:28,0 | 174,477 km/h      | 20    |
| 22   | Emerson Fittipaldi   | Lotus-Ford         | 1:28,1 | 174,279 km/h      | 21    |
| 23   | Graham Hill          | Lotus-Ford         | 1:28,4 | 173,688 km/h      | 22    |
| 24   | Pete Lovely          | Lotus-Ford         | 1:30,3 | 170,033 km/h      | 23    |
| 25   | Brian Redman         | De Tomaso-Ford     | 1:32,8 | 165,453 km/h      | DNS   |

### Rennen
| Pos. | Fahrer               | Konstrukteur       | Runden | Stopps | Zeit       | Start | Schnellste Runde |
| ---- | -------------------- | ------------------ | ------ | ------ | ---------- | ----- | ---------------- |
| 01   | Jochen Rindt         | Lotus-Ford         | 80     | 0      | 1:57:02,0  | 01    | 1:27,0           |
| 02   | Jack Brabham         | Brabham-Ford       | 80     | 0      | + 32,9     | 02    | 1:25,9 (70.)     |
| 03   | Denis Hulme          | McLaren-Ford       | 80     | 0      | + 54,4     | 05    | 1:27,1           |
| 04   | Clay Regazzoni       | Ferrari            | 80     | 0      | + 54,8     | 06    | 1:27,0           |
| 05   | Chris Amon           | March-Ford         | 79     | 0      | + 1 Runde  | 17    | 1:27,2           |
| 06   | Graham Hill          | Lotus-Ford         | 79     | 0      | + 1 Runde  | 22    | 1:28,1           |
| 07   | François Cevert      | March-Ford         | 79     | 0      | + 1 Runde  | 14    | 1:28,8           |
| 08   | Emerson Fittipaldi   | Lotus-Ford         | 78     | 0      | + 2 Runden | 21    | 1:27,9           |
| 09   | Ronnie Peterson      | March-Ford         | 72     | 0      | + 8 Runden | 13    | 1:28,2           |
| –    | Pete Lovely          | Lotus-Ford         | 69     | 0      | NC         | 23    | 1:32,9           |
| –    | Dan Gurney           | McLaren-Ford       | 60     | 0      | DNF        | 11    | 1:27,8           |
| –    | Pedro Rodríguez      | B.R.M.             | 58     | 2      | DNF        | 15    | 1:28,5           |
| –    | Jackie Oliver        | B.R.M.             | 54     | 0      | DNF        | 04    | 1:27,3           |
| –    | Jackie Stewart       | March-Ford         | 52     | 0      | DNF        | 08    | 1:27,9           |
| –    | John Surtees         | Surtees-Ford       | 51     | 0      | DNF        | 19    | 1:27,3           |
| –    | Henri Pescarolo      | Matra              | 41     | 1      | DNF        | 12    | 1:28,1           |
| –    | Jean-Pierre Beltoise | Matra              | 24     | 0      | DNF        | 10    | 1:28,2           |
| –    | Mario Andretti       | March-Ford         | 21     | 0      | DNF        | 09    | 1:29,1           |
| –    | Joseph Siffert       | March-Ford         | 19     | 0      | DNF        | 20    | 1:29,3           |
| –    | John Miles           | Lotus-Ford         | 15     | 0      | DNF        | 07    | 1:28,9           |
| –    | George Eaton         | B.R.M.             | 10     | 0      | DNF        | 16    | 1:29,9           |
| –    | Jacky Ickx           | Ferrari            | 6      | 0      | DNF        | 03    | 1:27,5           |
| DNS  | Andrea de Adamich    | McLaren-Alfa Romeo | –      | –      | –          | –     | –                |

## WM-Stände nach dem Rennen
Die ersten sechs des Rennens bekamen 9, 6, 4, 3, 2, 1 Punkt(e). Die besten sechs Ergebnisse der ersten sieben und die besten fünf der letzten sechs Rennen zählten zur Meisterschaft. In der Konstrukteurswertung zählten dabei nur die Punkte des bestplatzierten Fahrers eines Teams.

### Fahrerwertung
| Pos. | Fahrer               | Konstrukteur | Punkte |
| ---- | -------------------- | ------------ | ------ |
| 01   | Jochen Rindt         | Lotus-Ford   | 36     |
| 02   | Jack Brabham         | Brabham-Ford | 25     |
| 03   | Jackie Stewart       | March-Ford   | 19     |
| 04   | Denis Hulme          | McLaren-Ford | 16     |
| 05   | Chris Amon           | March-Ford   | 14     |
| 06   | Pedro Rodríguez      | B.R.M.       | 10     |
| 07   | Jean-Pierre Beltoise | Matra        | 9      |
| 08   | Henri Pescarolo      | Matra        | 7      |
| 09   | Graham Hill          | Lotus-Ford   | 7      |
| 10   | Clay Regazzoni       | Ferrari      | 6      |
| 11   | Bruce McLaren †      | McLaren-Ford | 6      |
| 12   | Jacky Ickx           | Ferrari      | 4      |
| 13   | Mario Andretti       | March-Ford   | 4      |
| 14   | Ignazio Giunti       | Ferrari      | 3      |
| 15   | John Miles           | Lotus-Ford   | 2      |
| 16   | Johnny Servoz-Gavin  | March-Ford   | 2      |
| 17   | Rolf Stommelen       | Brabham-Ford | 2      |

| Pos. | Fahrer             | Konstrukteur                | Punkte |
| ---- | ------------------ | --------------------------- | ------ |
| 18   | John Surtees       | Surtees-Ford / McLaren-Ford | 1      |
| 19   | Dan Gurney         | McLaren-Ford                | 1      |
| 20   | Ronnie Peterson    | March-Ford                  | 0      |
| 21   | John Love          | Lotus-Ford                  | 0      |
| 22   | Joseph Siffert     | Brabham-Ford                | 0      |
| 23   | François Cevert    | March-Ford                  | 0      |
| 24   | Emerson Fittipaldi | Lotus-Ford                  | 0      |
| 25   | Peter de Klerk     | Lotus-Ford                  | 0      |
| 26   | George Eaton       | B.R.M.                      | 0      |
| 27   | Dave Charlton      | Lotus-Ford                  | 0      |
| –    | Piers Courage †    | De Tomaso-Ford              | 0      |
| –    | Jackie Oliver      | B.R.M.                      | 0      |
| –    | Derek Bell         | Brabham-Ford                | 0      |
| –    | Peter Gethin       | McLaren-Ford                | 0      |
| –    | Andrea de Adamich  | McLaren-Alfa Romeo          | 0      |
| –    | Pete Lovely        | Lotus-Ford                  | 0      |

### Konstrukteurswertung
| Pos. | Konstrukteur | Punkte |
| ---- | ------------ | ------ |
| 01   | Lotus-Ford   | 41     |
| 02   | March-Ford   | 33     |
| 03   | Brabham-Ford | 27     |
| 04   | McLaren-Ford | 23     |

| Pos. | Konstrukteur   | Punkte |
| ---- | -------------- | ------ |
| 05   | Matra          | 15     |
| 06   | B.R.M.         | 10     |
| 07   | Ferrari        | 10     |
| –    | De Tomaso-Ford | 0      |